# Kasteel van Gorhez

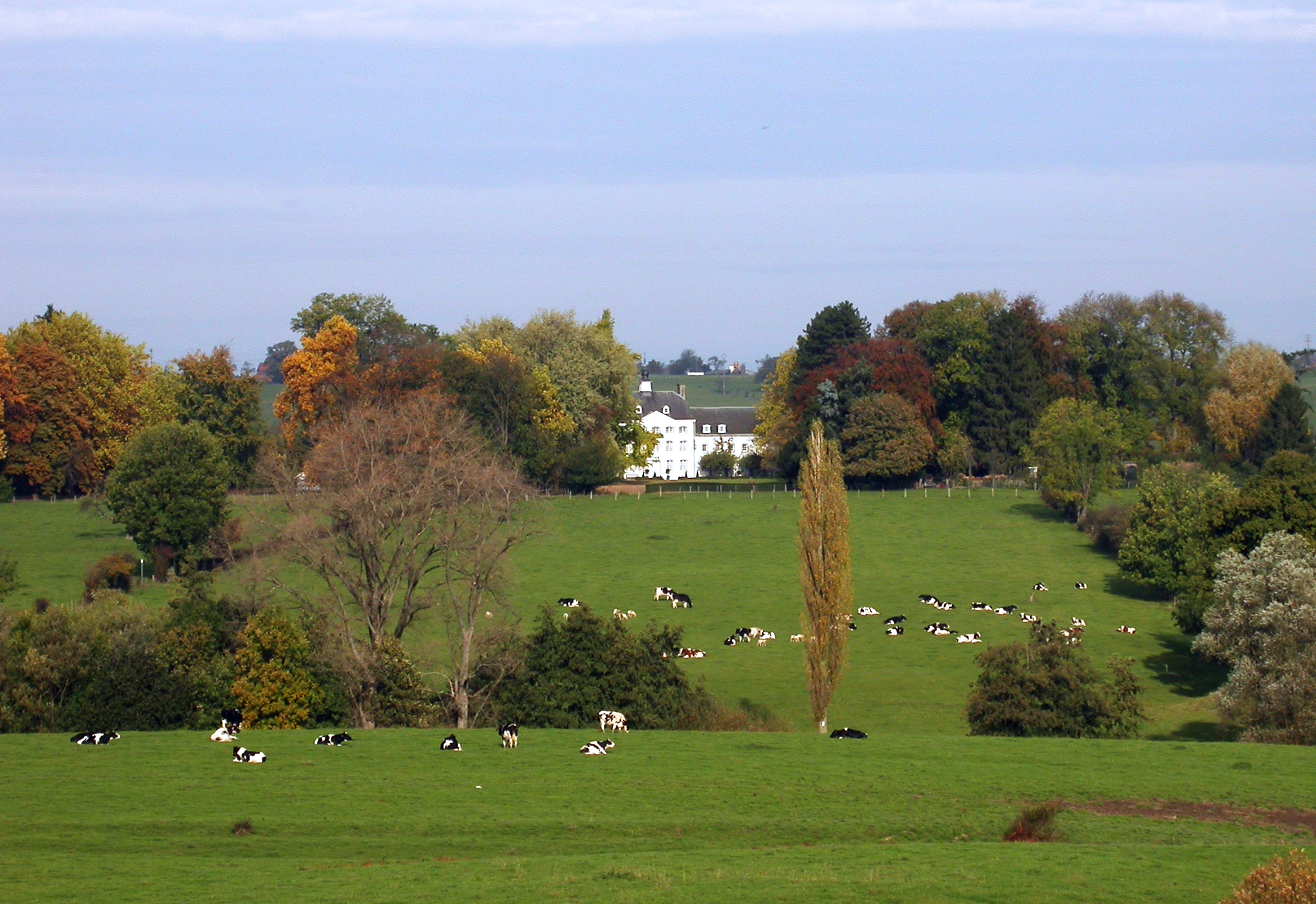
Zicht op Château de Gorhez

Het Kasteel van Gorhez is een kasteel in Gorhez, een gehucht van de gemeente Aubel in de Belgische provincie Luik. Het kasteel ligt aan de N642 op een rug tussen de valleien van de Berwijn en de Bel, op een hoogte van ongeveer 215 meter.

## Geschiedenis

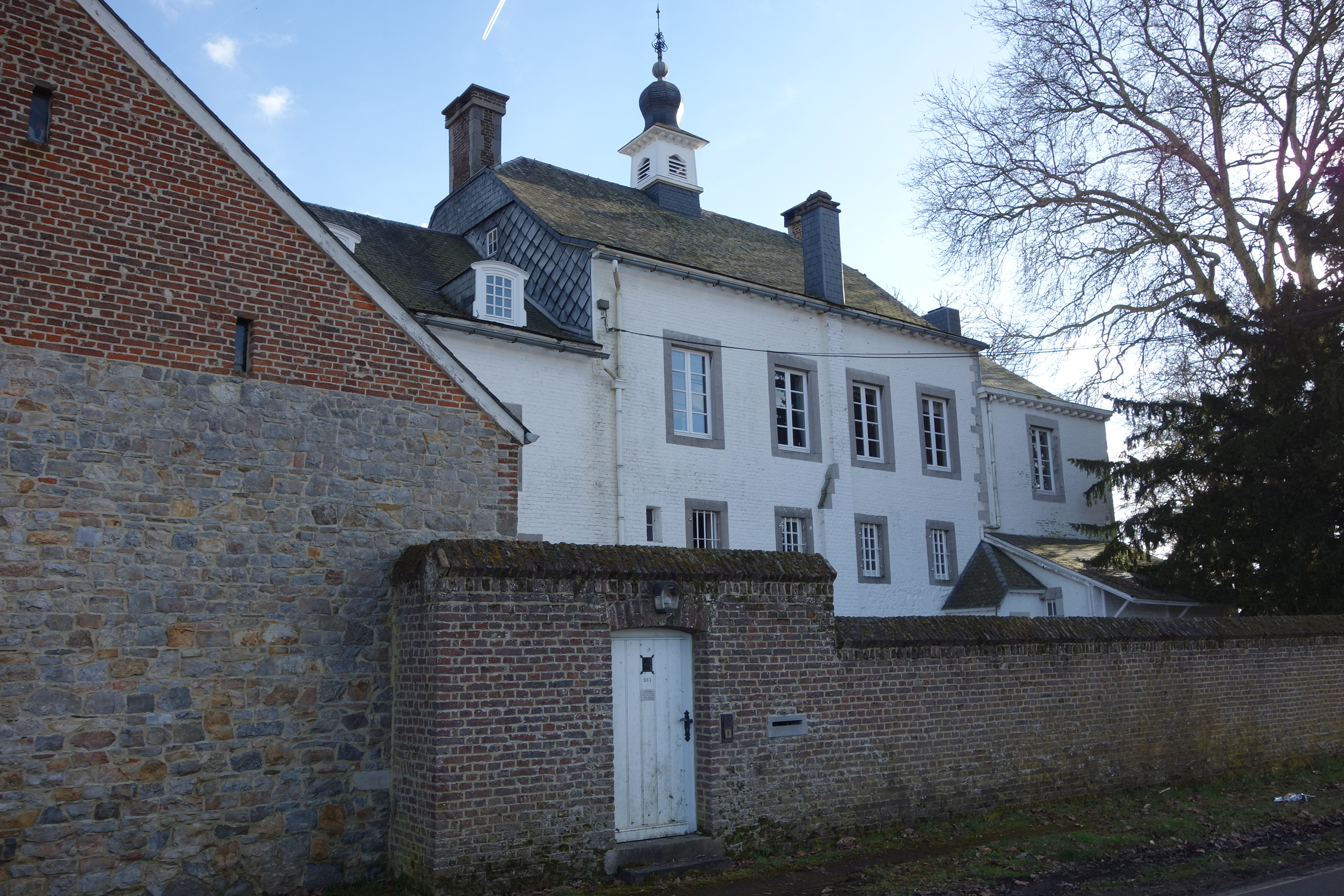
Kasteel van Gorhez gezien vanaf de N642

Van oorsprong zou het om een allodium gaan, en het tiendrecht werd in 1224 verkocht aan de Abdij van Val-Dieu. In 1282 werd de Hertog van Brabant aangesteld als voogd van Gorhez.
Het kasteel, reeds bestaand in de 17e eeuw, werd herbouwd in 1767 en met een vleugel vergroot in 1858 door de familie Nicolaï. Eind 20e eeuw werd het gerestaureerd.
Vanaf de straatzijde ziet men links de aanbouw van 1858 en rechts de boerderij met woonhuis, stallen en hooischuur.
Het in classicistische stijl gebouwde kasteel werd opgetrokken in baksteen en kalksteen, en werd witgeschilderd. Boven de hoofdingang bevindt zich een driehoekig fronton en op het dak is een dakruiter met sierlijke spits, welke in 1925 opnieuw werd aangebracht.
De boerderij is van oorsprong 17e-eeuws en werd in de 18e eeuw herbouwd.

## Park

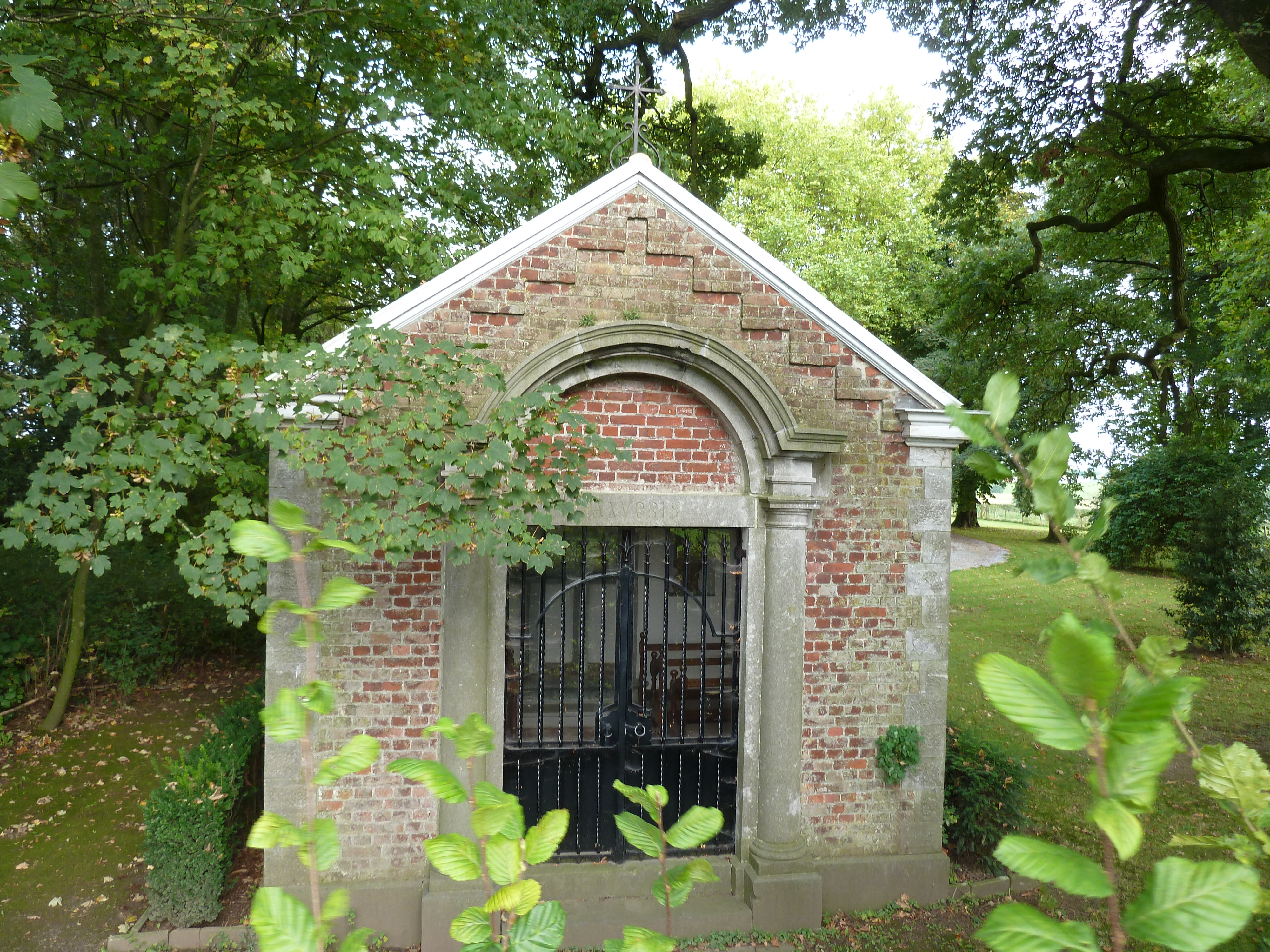
Sint-Antoniuskapel in het kasteelpark

Er is een huis voor de tuinman en een park, waarin zich een 19e-eeuwse Sint-Antoniuskapel bevindt in neoclassicistische stijl, met een rechthoekig grondplan en een driezijdig afgesloten koor.